# Seihaku-ji

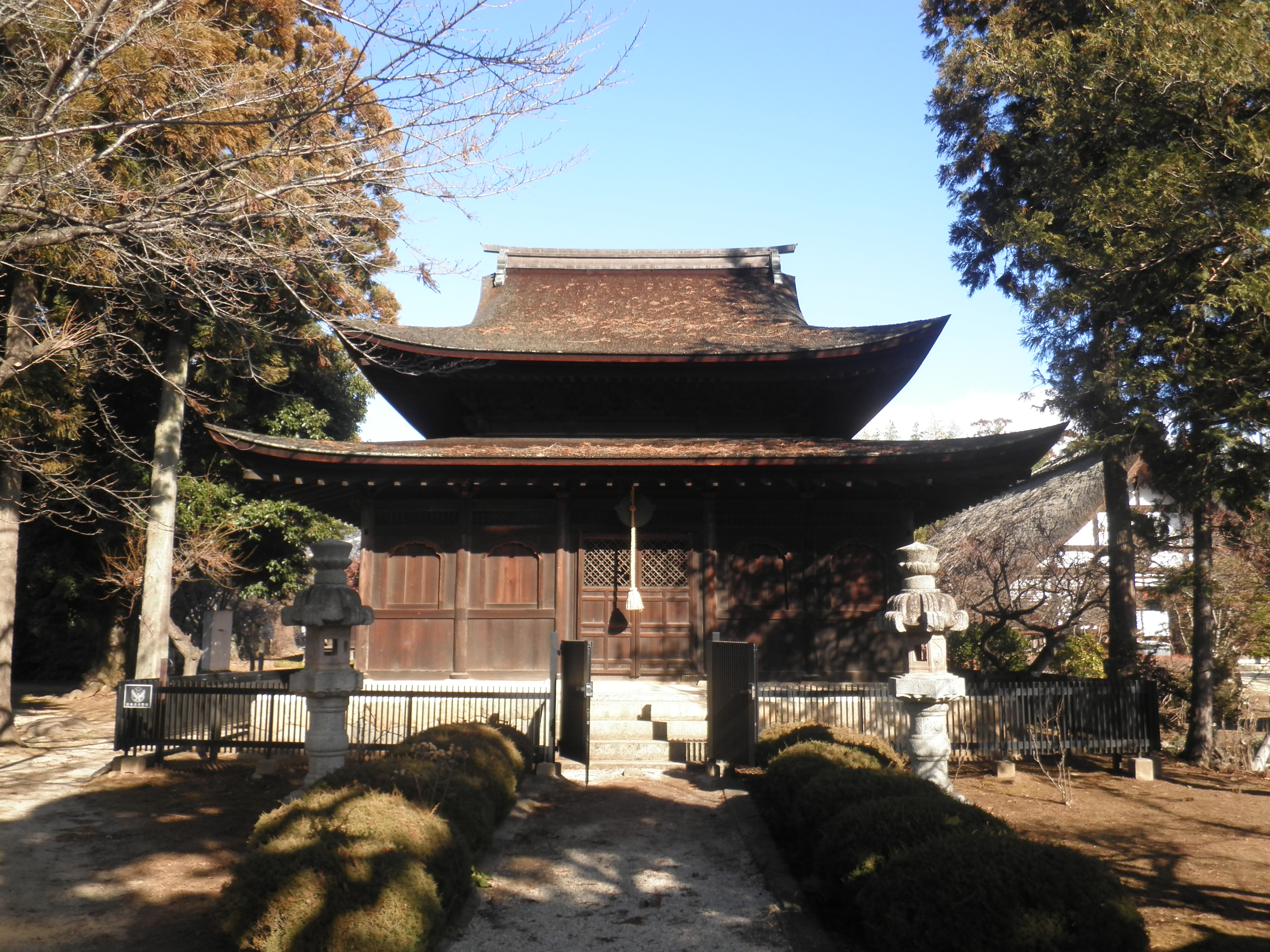
Buddha-Halle

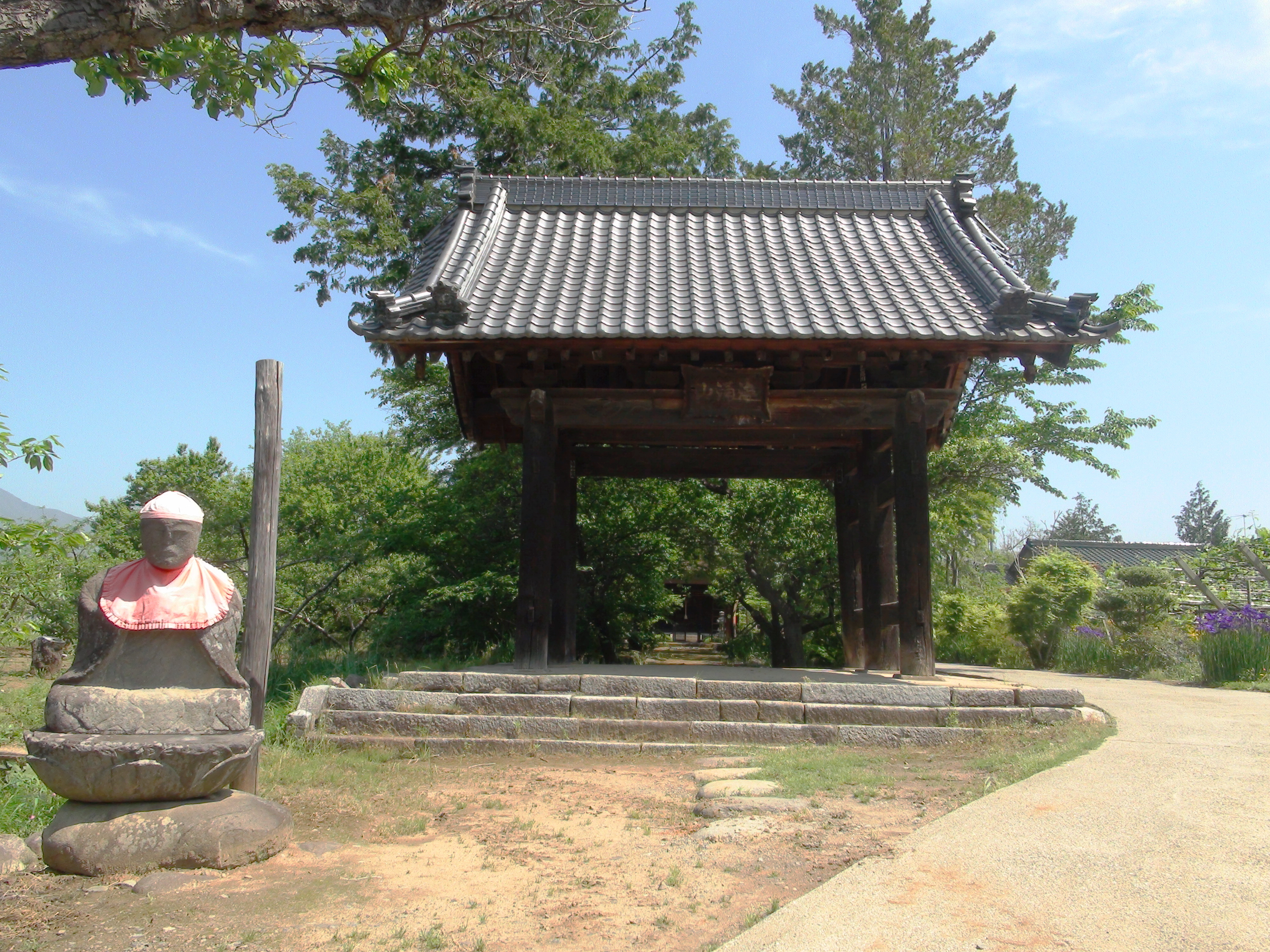
Haupttor

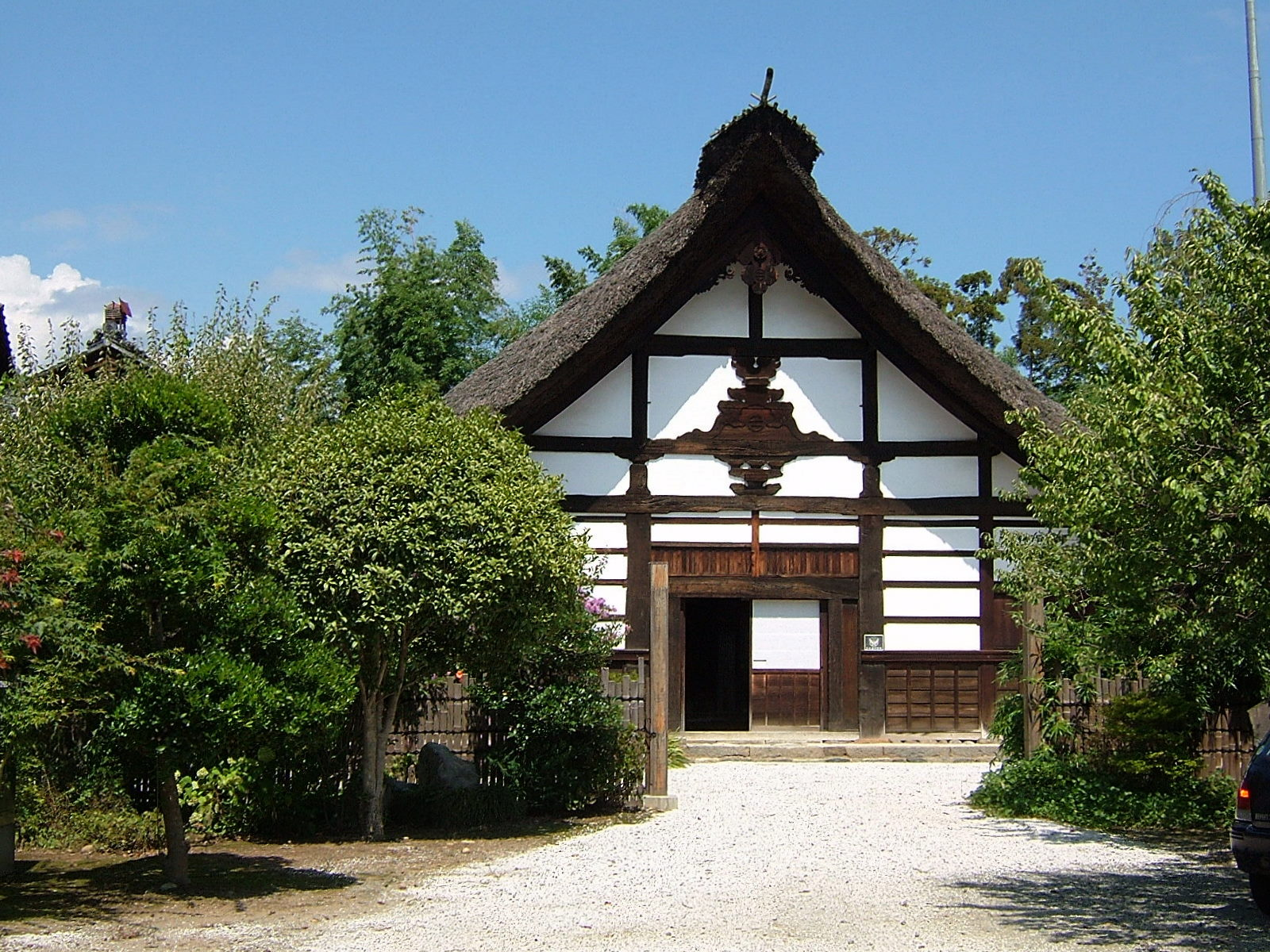
Refektorium

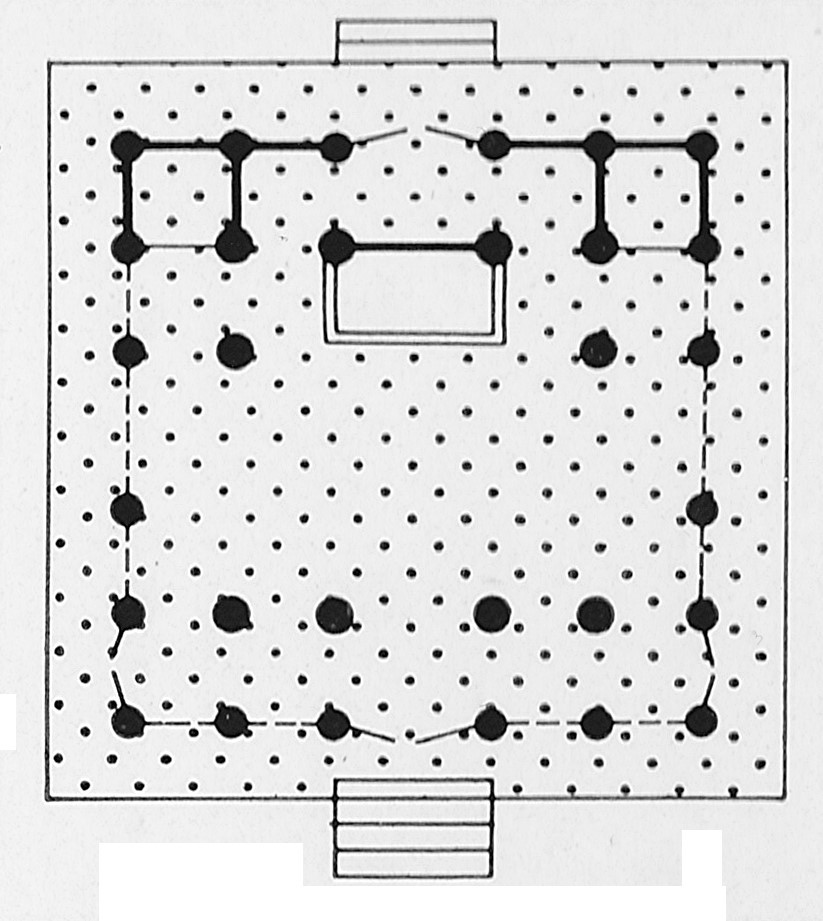
Grundriss der Buddha-Halle

Der Seihaku-ji (japanisch 清白寺) ist ein kleiner Tempel der Rinzai-Richtung des Buddhismus in der Stadt Yamanashi.

## Die Anlage
Der Tempel wurde im Jahr 1333 im Zen-Stil von Musō Soseki angelegt. Von den sieben Gebäuden einer vollständigen Zen-Tempelanlage mit sieben Gebäuden sind hier nur das Tor, die Buddha-Halle und das Refektorium erhalten. Das Tor erreicht man von einer Durchgangsstraße über einen nach Norden zum Tempel abzweigenden, 200 m langen Zugangsweg (参道 Sandō), der von alten Pflaumenbäumen der Sorte Kōshū koume (甲州小梅) gesäumt wird. Es ähnelt auf Grund seiner geringen Größe und bescheidenen Ausführung eher einem Außentor (総門 Sōmon) als einem Tempeltor (三門 Sammon).
Die ebenfalls kleine Buddha-Halle (仏殿 butsuden; 7,2 × 7,2 m) ist als Nationalschatz registriert. Auf Grund einer Beschriftung, die 1917 bei einer Instandsetzung gefunden wurde, wurde sie 1415 erbaut. Sie entging 1682 einem Brand und gehört – zusammen mit dem Shariden des Engaku-ji aus der Kamakura-Zeit – zu den bedeutenden Bauten in diesem Stil. Das Dach ist als Fußwalmdach ausgeführt, erhebt sich über dem für den Zen-Stil typischen Unterdach (裳階 Mokoshi) und ist mit Zypressenschindeln (檜皮葺 Hiwada-buki) gedeckt. Die Halle ist nach Zentempel-Art ebenerdig und mit dem Steinplatten gedeckten. Auch die Fenster sind typisch, mit glockenförmigen Umriss als Katō-Fenster (花頭窓) ausgeführt. Im Inneren befinden sich eine Holzstatue des Musō Soseki und einige wenige weitere Kunstschätze.
Rechts hinter der Buddha-Halle steht das Refektorium (庫裏 Kuri), das als Wichtiges Kulturgut Japans registriert ist. Es besitzt ein hohes Satteldach, das mit Schilf gedeckt (茅葺 Kaya-buki). Es ist zwischen 1689 und 1693 wieder errichtet. An der Frontseite befindet sich das Wappen der Ashikaga, zwei horizontale Balken im Kreis.